# South Australian Football Association 1881
South Australian Football Association 1881 var femte sæson i australsk fodbold-ligaen South Australian Football Association. Ligaen havde deltagelse af seks hold, som sluttede i følgende rækkefølge:
1. Norwood Football Club
2. South Adelaide Football Club
3. South Park Football Club
4. Victorian Football Club
5. Port Adelaide Football Club
6. Adelaide-Kensington Football Club

Norwood vandt dermed for fjerde gang i træk ligaen som en del af en stime på seks titler i træk.